# 山伏

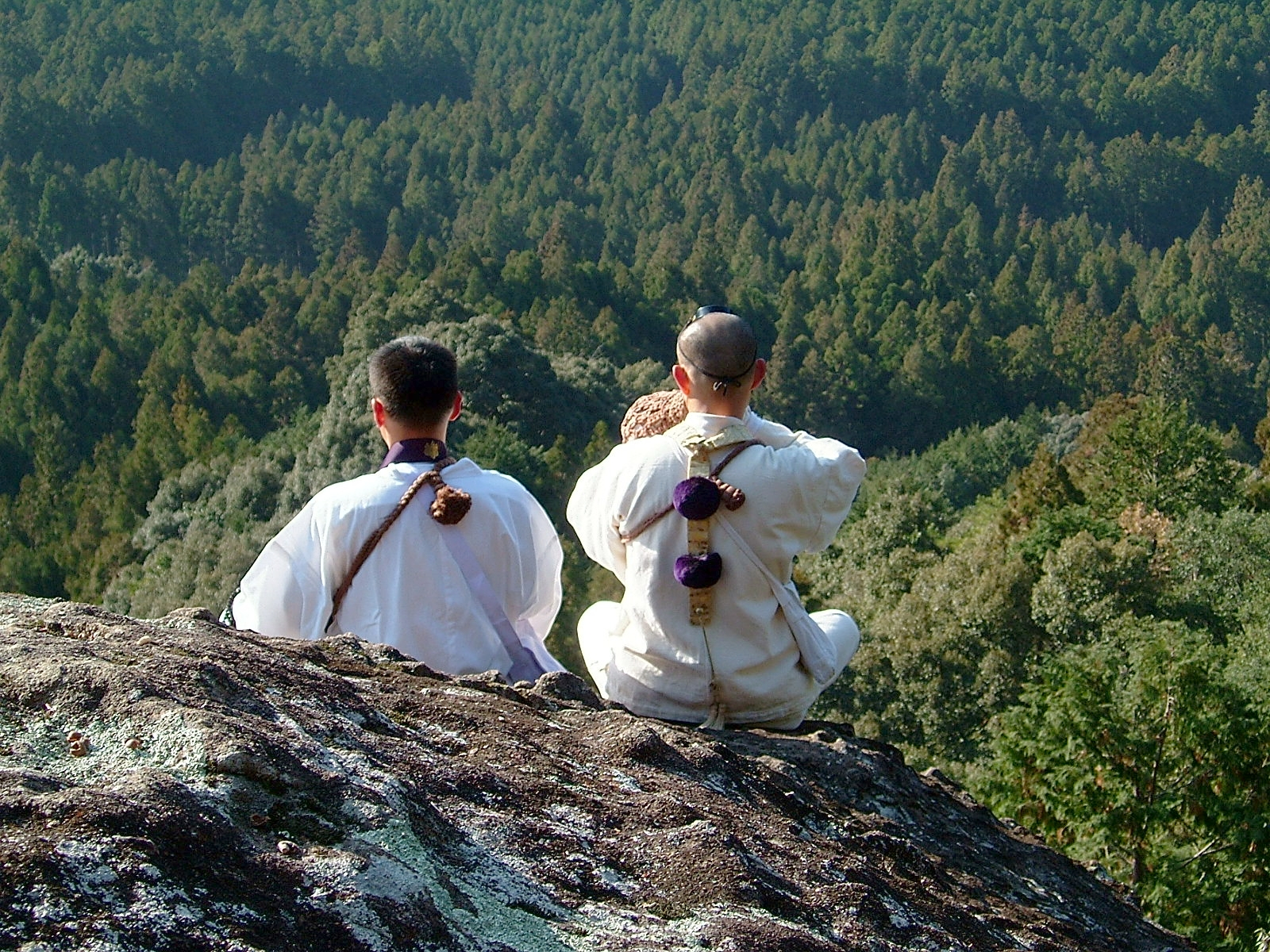
熊野山中でほら貝を吹き修行中の山伏

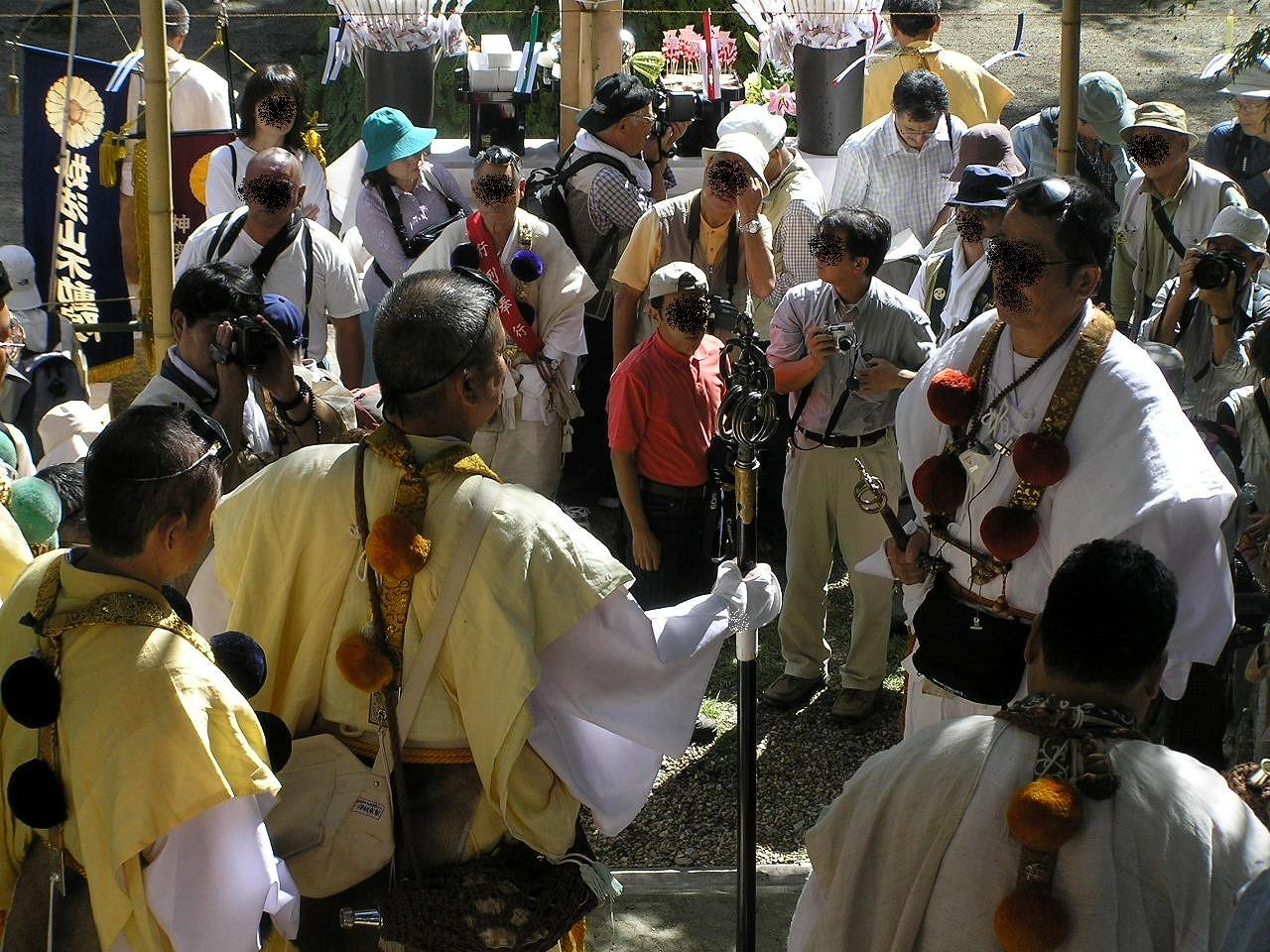
山伏問答の様子（伽耶院採燈大護摩供）

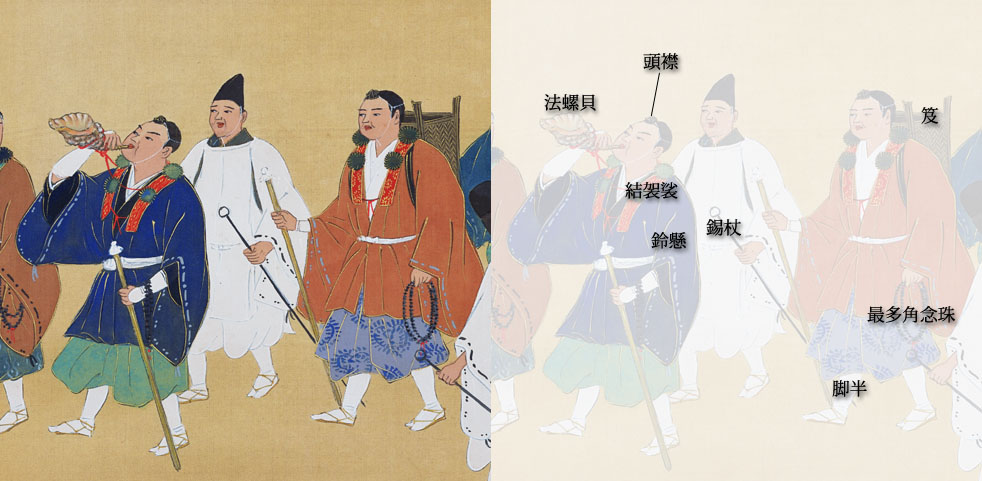
山岳修行者の出で立ち（『都年中行事画帖』〈1928年〉）

山伏（やまぶし）とは、山中で修行をする修験道の道者。「修験者」（しゅげんじゃ）とも言う。

## 概要
山伏は、吉野山地の大峯山（金峯山寺、現在の奈良県）を代表に、大山（鳥取県）や羽黒山（山形県）など日本各地の霊山と呼ばれる山々を踏破（抖擻）し、懺悔などの厳しい艱難苦行を行なって、山岳が持つ自然の霊力を身に付ける事を目的とする。
山岳信仰の対象となる山岳のほとんどは、一般の人々の日常生活からはかけ離れた「他界」に属するものであり、山伏たちは山岳という他界に住んで山の霊力を体に吸収し、他界や現界をつなぐ者としての自己を引き上げて、それらの霊力を人々に授ける存在とされていた。
富士講や熊野詣が盛んな時代には、先達と呼ばれる山伏たちが地方の信者をバックアップするために全国の霞場（講）を組織的に巡回し、ガイドとして参拝に同行した。
山伏は、頭に頭襟（頭巾、兜巾、ときん）と呼ばれる多角形の小さな帽子のような物を付け、手には錫杖（しゃくじょう）と呼ばれる金属製の杖を持つ。袈裟と、篠懸（すずかけ）という麻の法衣を身に纏う。また、山中での互いの連絡や合図のために、ほら貝を加工した楽器を持つ。
天狗や烏天狗は、山伏の装束を身に纏うとされた。
女人禁制の修験道地は各地存在するが、女人の修験を受け入れている神社仏閣も増加しており、女性山伏も数多く活躍している。

## 歴史
日本各地に山やそこにある巨石を崇拝対象とした祭祀遺跡があり、山岳信仰は原始時代から続いている。伝来した仏教でも山に入って修行する僧侶らがおり、比叡山延暦寺や高野山金剛峯寺のような山岳寺院も形成された。そこから、さらに山中に分け入って修行する僧侶がいた。山伏の祖は飛鳥時代の役小角（役行者）とされることが多いが、言葉としては、平安時代中期の『新猿楽記』に大験者次郎という者を「山臥修行者」と書いているのが山伏（臥）の初見である。
大峯などでは、山岳修行者の守り本尊として金剛蔵王菩薩（蔵王権現）が尊崇された。
厳しい修行をする山伏は、常人にはない力を持つと信ぜられた。密教僧と同じく加持祈祷を依頼され、九字を切り、印を結び、陀羅尼を唱えた。『宇治拾遺物語』には渡し舟を祈りで呼び戻したとの話が載る。室町幕府の実力者でありながら魔法の修行に励んだ細川政元は「出家のごとし山伏のごとし」と称された（『足利季世記』）。
山伏が各地の山を修行して回る場合、宿所・食料は里人や寺院の接待に頼った。関所の関銭や渡し舟の運賃（舟手・川手）は免除されるのが慣例で、諸方の交通に明るく、「山臥の道」（『吾妻鏡』）といった抜け道もよく心得ていた。このため、山伏が使者やその道案内を務めたり、逃亡者や密使が山伏に偽装したりしたことが鎌倉時代から南北朝・室町時代にかけて度々あり、帯刀も珍しくなかった。源義経主従は奥州へ落ち延びる際に山伏に扮していたと伝えられている（『吾妻鏡』『義経記』等）。
山麓の寺院などに定住した山伏には、妻帯したり、稚児を囲ったりした者もいた。
鎌倉時代以降、山伏の数が増えるにつれ組織化が進み、寺社に寄宿する山伏たちが、所領などを巡る紛争で共同行動を起こすこともあった。山伏を統括する寺院のうち、特に有力となったのは天台宗系本山派と真言宗系当山派が有力である。武家からの介入も増え、江戸時代の慶長18年5月21日には『山伏法度（修験道法度）』が発せられて、本山・当山両派による山伏の統括が法制化された。両派に属しない山伏もいた。
明治政府は明治5年、神仏分離令を発した。山伏は真言・天台両宗いずれかに属するか、神官となるか、帰農するかを求められたが、その後も山で宗教的な修行をする者は絶えず、国東半島（大分県）のように古の山伏修行が復興した地域もある。

## 修験十六道具
山伏独特の修験十六道具は、それぞれ不二の世界、十界、不動明王、母胎などを象徴する。これらを身にまとい行を修めることにより、修験者はその力を身につけることができるのである。
1.頭襟 - 2.鈴懸（篠懸） - 3.結袈裟（不動袈裟） - 4.最多角念珠 - 5.法螺 - 6.斑蓋（檜笠） - 7.錫杖（菩薩錫杖） - 8.笈（箱笈） - 9.肩箱 - 10.金剛杖 - 11.引敷 - 12.脚半 - 13.八目の草鞋 - 14.檜扇 - 15.柴打 - 16.走縄（螺緒） - 17.簠簋扇 - （カンマン着）
上がその一覧であるが、1.から12.を山伏十二道具、1.から16.までを山伏十六道具という。
胸に付けられたぼんぼりは「結袈裟の梵天」という。

## 修行体験
山伏は神仏習合の影響が強く残る神社仏閣に所属する僧侶や神職がなることが多いほか、普段は社会人として働く在家の信者が、「講」を組織して修行の時だけ山伏となることも多い。山伏の講の多くは真言宗系当山派の醍醐寺か、天台宗系本山派の聖護院のどちらかに所属する（他に吉野の、教派神道や単立寺院の山伏などどちらにも属さない場合もある）。羽黒山では毎年9月、希望者が白装束を着て入峰し、断食、滝打ち、火渡り、床堅（座禅）、忍苦の行（南蛮いぶし）などの活動を通して山伏修行を体験できる。山形県の湯殿山では4月から11月までの間、山伏体験ができる。